# 爆米花棒球聯盟
爆米花棒球聯盟，為中華民國棒球協會所主辦的賽事，由業餘甲組成棒參賽，首屆賽事於2014年夏季舉行，2015年至2016年未舉辦；2017年復辦改至冬季舉行，並取代冬季巡迴賽。

## 聯盟簡介
2014年，中華民國棒球協會與緯來電視網共同籌組新的棒球聯盟，名稱為「爆米花夏季棒球聯盟」，目的為培養國內具有潛力的業餘球員，因此參賽球隊皆為業餘甲組成棒球隊及就讀大學的國家培訓隊隊員，首屆賽事每隊可允許4位外籍選手及1位外籍教練，並設有洋將選秀會；2017年，復辦賽事後不再舉行洋將選秀會，以國內球員為主，也移至冬季舉行，因此聯盟改為現名。

## 歷屆概況
| 屆次 | 年度 | 參賽隊數 | 冠軍         | 亞軍       | 季軍     |
| ---- | ---- | -------- | ------------ | ---------- | -------- |
| 1    | 2014 | 6        | 崇越隼鷹     | 合作金庫   | 台灣電力 |
| 2    | 2017 | 10       | 合作金庫     | 台北興富發 | 台灣電力 |
| 3    | 2018 | 9        | 合作金庫     | 崇越隼鷹   | 新北市   |
| 4    | 2019 | 10       | 台北興富發   | 合作金庫   | 台灣電力 |
| 5    | 2020 | 10       | 合作金庫     | 台灣電力   | 安永鮮物 |
| 6    | 2021 | 10       | 合作金庫     | 安永鮮物   | 台灣電力 |
| 7    | 2022 | 11       | 合作金庫     | 台灣電力   | 桃園市   |
| 8    | 2023 | 11       | 合作金庫     | 台灣電力   | 台中市   |
| 9    | 2024 | 11       | 台中台壽霸龍 | 台灣電力   | 合作金庫 |

## 歷屆參賽隊伍
- 2014年：合作金庫、台灣電力、綺麗珊瑚、崇越隼鷹、台中威達、全球人壽國訓
- 2017年：合作金庫、台灣電力、綺麗珊瑚、崇越隼鷹、台中運動家、台北興富發、新北市、桃園航空城、台南市、大學培訓隊
- 2018年：合作金庫、台灣電力、綺麗珊瑚、崇越隼鷹、臺中台壽保、台北興富發、新北市、桃園航空城、台南市
- 2019年：合作金庫、台灣電力、綺麗珊瑚、安永鮮物、臺中台壽保、台北興富發、新北市、桃園航空城、台南市、大學培訓隊
- 2020年：合作金庫、台灣電力、綺麗珊瑚、安永鮮物、台中市、台北興富發、新北市、桃園航空城、台南市、中華培訓隊
- 2021年：合作金庫、台灣電力、綺麗珊瑚、安永鮮物、台中市、台北興富發、新北禾聯、桃園市、台南市、屏東紅尾
- 2022年：合作金庫、台灣電力、綺麗珊瑚、安永鮮物、台中市、台北興富發、新北禾聯、桃園市、台南市、屏東紅尾、列特博生技
- 2023年：合作金庫、台灣電力、綺麗珊瑚、全越運動、台中市、台北興富發、新北禾聯、桃園市、台南市、屏東紅尾、列特博生技
- 2024年：合作金庫、台灣電力、綺麗珊瑚、全越運動、台中台壽霸龍、台北興富發、新北禾聯、桃園市、台南市、屏東紅尾、列特博生技

## 外部連結
- 爆米花棒球聯盟在台灣棒球維基館上的頁面（繁體中文）
- 中華民國棒球協會官方網站 （页面存档备份，存于）